# Ридо-стрит

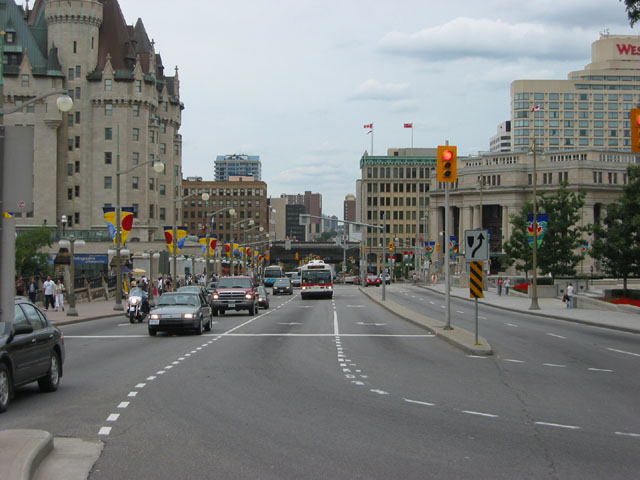
Вид на Ридо-стрит со стороны площади Конфедерации. Слева — Шато-Лорье. Торговый центр Rideau Centre расположен там, где над улицей проходит галерея.

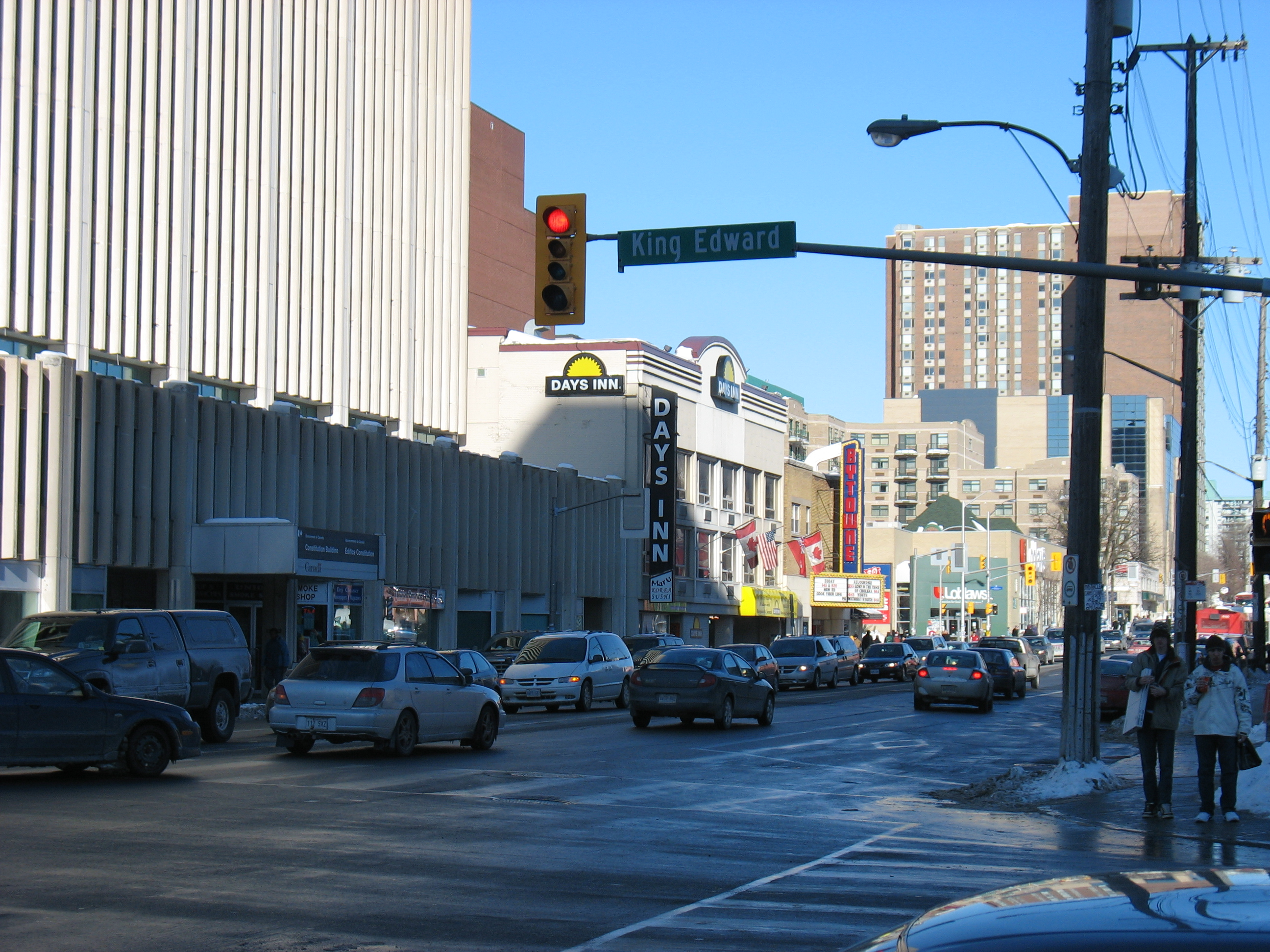
Угол Ридо-стрит и Кинг-Эдвард-авеню. Под светофором — гостиница Days Inn, далее правее — кинотеатр Bytowne, Нельсон-стрит, супермаркет Loblaws.

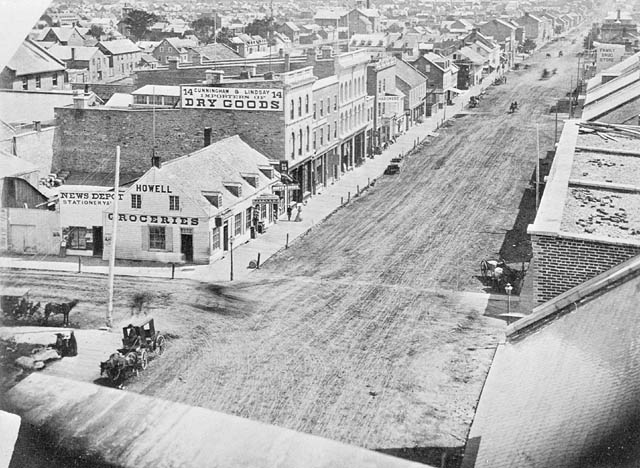
Угол Ридо-стрит и Дэлххаузи-стрит, 1860 г.

Ридо-стрит, англ. Rideau Street, фр. Rue Rideau — улица в центральной части г. Оттава, одна из наиболее знаменитых улиц города, примечательная своей историей как бывшего центра городской торговли.
До 1998 г. улица считалась Онтарийской магистралью 17B. Начинается на западе у канала Ридо, где является (через мост) продолжением Веллингтон-стрит, идущей вдоль Парламентского холма, и идёт на восток к реке Ридо, где переходит в мост Каммингс, продолжением которого за рекой является Монреаль-роуд.
Достопримечательностями Ридо-стрит являются торговый центр Rideau Centre, гранд-отель «Шато-Лорье», Правительственный центр конференций (сооружён на месте бывшого главного вокзала Оттавы). На набережной канала Ридо, между Ридо-стрит и Дейли-авеню, возведён Оттавский центр массовых мероприятий.
В течение многих лет Ридо-стрит служила одной из основных транспортных артерий Оттавы, здесь располагались крупные магазины. В последние десятилетия крупный бизнес сместился в сторону Даунтауна, а из крупных магазинов сохранились только The Bay и Rideau Centre. К западной части Ридо-стрит примыкает популярный среди туристов район Байуорд-Маркет. К востоку от Нельсон-стрит, если не считать супермаркета Loblaws, расположены лишь мелкие магазины и несколько этнических кафе. Ещё один удар по коммерческой активности на Ридо-стрит нанёс проводившийся в 2012—2013 гг. масштабный ремонт дорожного покрытия улицы.
Улица является границей между районами Лоуэртаун (к северу от неё) и Сенди-Хилл (к югу). В Лоуэртауне, исторически франкофонном, в настоящее время живёт большое число эмигрантов — прежде всего франкофонных африканцев, а также выходцев с Гаити и из Сомали. К югу от Ридо-стрит расположено большое количество посольств.